# O Navio Negreiro
O Navio Negreiro (in italiano La nave negriera) è un'importante poesia di Antônio de Castro Alves, che scrisse nel 1868, cioè tre anni prima di morire. Egli la rivolse ai portoghesi che catturavano e maltrattavano gli africani per poi venderli come manodopera in Brasile, esprimendo il suo disaccordo.
Lui non vide la liberazione degli Africani perché morì nel 1871 a 24 anni. Gli Africani vennero liberati nel 1888 grazie ad una legge emanata dalla principessa Isabella, figlia di Don Pedro II. Oggi Antônio De Castro Alves vienie ricordato dagli Africani come un eroe e sono molto devoti a lui.